# Чайчино
Чайчино (укр. Чайчине; до 2025 года — Чайкино) — село в Дарьевской сельской общине Херсонского района Херсонской области Украины.
Почтовый индекс — 74322. Телефонный код — 5546. Код КОАТУУ — 6520682406.

## Население
Население по переписи 2001 года составляло 586 человек.

### Языковой состав
Родной язык населения по данным переписи 2001 года:
| Язык       | Численность, чел. | Доля     |
| ---------- | ----------------- | -------- |
| Украинский | 549               | 93,69 %  |
| Русский    | 22                | 3,75 %   |
| Молдавский | 14                | 2,39 %   |
| Другое     | 1                 | 0,17 %   |
| Итого      | 586               | 100,00 % |